# Bodola Sámuel

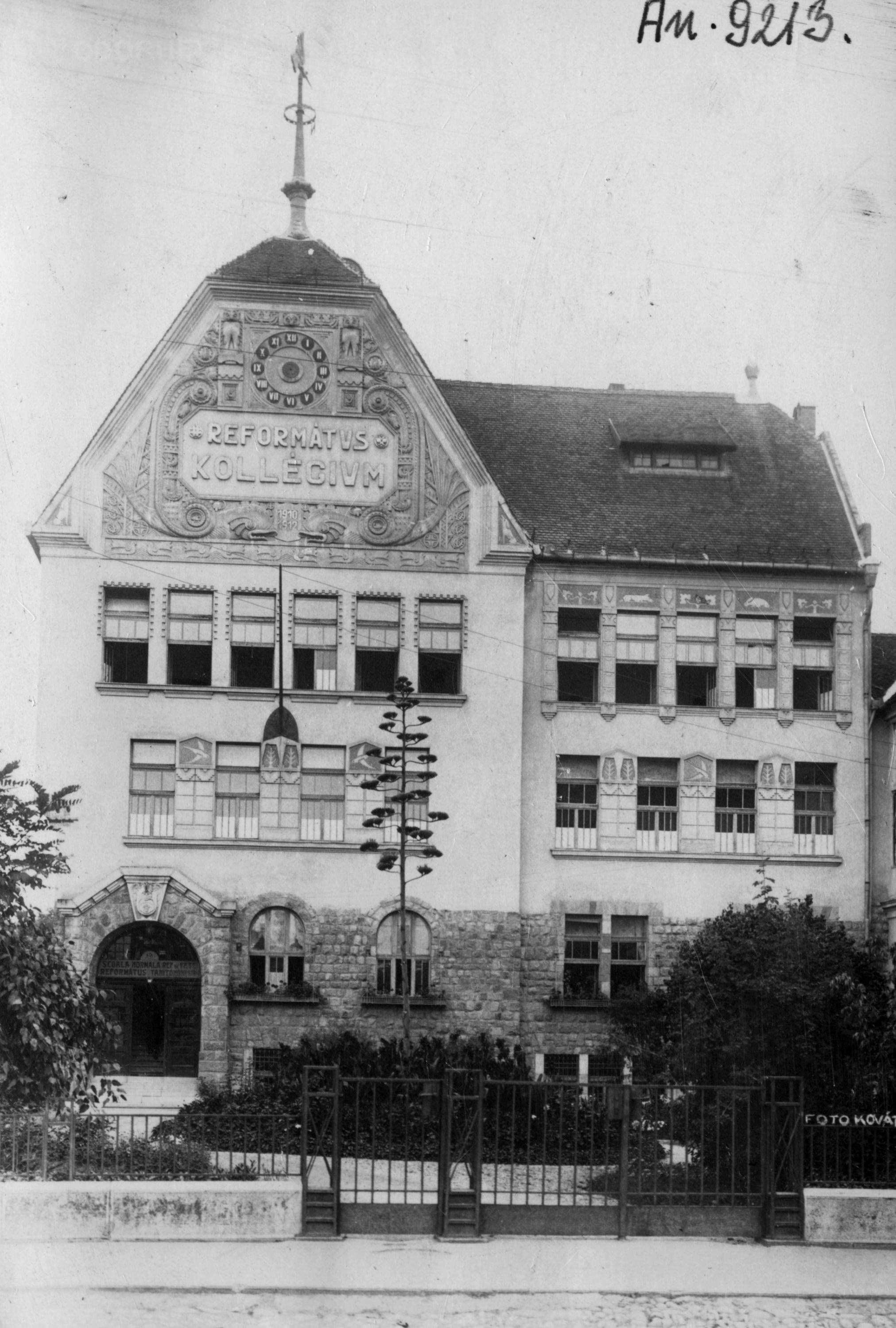
Székelyudvarhelyi református kollégiumban tanított Zágoni Bodola Sámuel id. (1787- 1796) és itt tanult fia Bodola Sámuel (1799-1803)

Zágoni Bodola Sámuel (Székelyudvarhely, 1790. december 10. – Kolozsvár. 1866. április 22.) református lelkész, az Erdélyi református egyházkerület püspöke 1854-től haláláig, királyi tanácsos.

## Élete
Apja Zágoni Bodola Sámuel id. (1760 k. – 1796) bölcselettanár, előbb pap Búnban (Maros megyében), majd 1787-től 1796-ig a Székelyudvarhelyi református kollégium tanára. Anyja vajdaszentiványi Huszár Veronika (?-1803). A székelyudvarhelyi református kollegiumban tanult 1803-ig; ezután nagybátyja, Bodola János református püspök neveltette Nagyenyeden, ahol a bölcseletet, jogot és teológiát elvégezte és osztálytanító lett. Az 1814. iskolai év végével a göttingeni egyetemre ment, de alig tölthetett ott másfél évet. Visszatért hazájába és 1816 tavaszán Kolozsvárt özvegy báró Dániel Istvánné udvarában volt pap; ugyanennek az évnek november 17-én Héderfájára került lelkésznek.
1817-ben a dévai zsinaton fölavatták a papi hivatal folytatására. 1818. június 21-én a marosvásárhelyi egyházközség választotta lelkészének, és 1822. január 22-e után ment a székelyudvarhelyi református kollégiumba teológiatanárnak, ahonnan 1833. június 30-án távozott, mivel a marosvásárhelyi főiskolához helyezték át. 1836-ban a református egyház főjegyzővé választotta; ezt tanári hivatalával együtt folytatta 1841-ig; ekkor Nagyenyedre választották meg teológiatanárnak. 1848. november 17-én a felbőszült román nép elől Kolozsvárra menekült; innen 1849-ben Marosvásárhelyre költözött, ahol 1850. július 19-étől teológiatanár volt. 1854-ben átköltözött Kolozsvárra a teológiai szeminárium igazgatójának. 1852 februárjában a főkonzisztórium püspökhelyettessé tette, 1861. május 22-én püspöki hivatalában megerősítette, egyszersmind királyi tanácsos lett.
Bodola Sámuel 1821-ben Marosvásárhelyen nősült. Felesége magyardellői Antal Zsuzsanna. (1803. – Marosvásárhely, 1889. június 22.) Antal Zsuzsa szülei Antal János püspök (Oláhdellő, 1767. február 22.-Marosvásárhely, 1854. augusztus 12.) és kibédi Péterffi Mária.
A Bodola család sírfelirata a marosvásárhelyi református temetőben: "Az igaznak emlékezete áldott. Harmincötödik Püspökének, zágoni Bodola Sámuelnek az Erdélyi ev. Ref. anyaszentegyház. Született decz. 10-én 1790-ben, meghalt április 22-én 1866-ban Neje magyardellői Antal Zsuzsanna 1803-1889. Gyermekeik Ágnes 1823-1893, Dénes fejérdi Fer. Lelkész 1834-1888. Zágoni Bodola Sámuel született Maros Vásárhelyen 1860. április 28-án, meghalt Bécsben 1879. július 12-én. Béke poraira. Z. Bodolla Gábor honvédhadnagy 1895-1916, Elesett a toporuci csatában. Dr. zágoni Bodolla Gábor a székelyuvarhelyi kir. Törvényszék elnöke, sz. Marosvásárhelyt 1862. máj. 2-án, mh. Székelyudvarhelyt 1909. Febr. 9-én. Áldott legyen emlékezete. Itt nyugszik zágoni Bodolla János kir. Táblai Bíró 1829-1884. Legyen áldott emlékezete. Mellette pihen unokája Horváth Samuka Élt két hónapot. Özv. zágoni Bodolla Jánosné Gáthy Terézia 1834-1909. Áldott legyen emlékezete."
Életrajzát Bartók György írta meg a Nagy papok életrajza című kötetben (Budapest, 1877.)

## Munkái
- Gr. Teleki Sámuel felett oráczió 1822
- Kik az igaz keresztények? Brassó, 1831
- Katékhismus, Kolozsvár. (1832. 2. jobbított kiadás. M.-Vásárhely, 1840. 3. k. N.-Enyed, 1843. 4. jav. k. Keresztyén hittan czímmel. N.-Enyed és M.-Vásárhely, 1848. 5. k. Kolozsvár? 1861; ennek nyomán Garda József adta ki 1867-ben)
- Könyvismertetés. Irta egy ref. pap. Kolozsvár, 1840 (Salamon József könyvének; De statu ecclesiae ev. ref. in Transsilvania birálata)
- Keresztyén anya sz. egyház négy oszlopai. Nagy-Enyed, 1845
- Papok fölszentelése alkalmával mondott beszéd. Kolozsvár, 1855
- Az élő egyház és annak ismertető jegyeiről. Uo. 1856
- A közzsinatot megnyitó beszéd. Uo. 1863
- Ima, zsinatnyitó és papszentelő beszédek. Uo. 1864

Kisebb dolgozatai az Erdélyi Hiradóban (1843. 65. sz.) és az erd. ref. egyház Évkönyveiben jelentek meg (1860–66).